# Skogsarbetarstrejken i Sverige 1975
Skogsarbetarstrejken 1975 var en stor arbetskonflikt inom den svenska skogsnäringen som varade mellan den 21 mars 1975 och den 3 juni 1975.
Strejken inleddes den 21 mars 1975 och spred sig snabbt, så att sammanlagt 15 000 skogsarbetare i olika områden deltog. Avtalet hade gått ut och strejken var därför laglig.

## Upptakt
Efter att en serie stormöten för skogsarbetare hölls i Norrbotten under januari och februari 1975 för att diskutera krav på månadslön slöt Föreningen Skogsbrukets Arbetsgivare den 6 mars ett avtal med Skogsarbetareförbundet. Avtalet, vars syfte var att undvika att stridsviljan spred sig till resten av landet och förhindra strejk, innebar månadslön för skogsarbetare i Norrbotten, blandat ackord i Västerbotten och rakt ackord i övriga landet.

## Ur uppropet
| ”                                                              | Vi skogsarbetare står nu inför den största konflikt vi någonsin haft med våra arbetsgivare, och vi ämnar kämpa till det yttersta för våra krav, främst då månadslön utan meritvärdering. Vi har otaliga gånger framfört detta krav och vi har använt alla metoder som står till buds inom ramen för fackligt arbete, utom strejk, för att bli hörsammade. Tyvärr har resultatet av alla ansträngningar blivit endast mycket små framsteg. Då vi nu har anledning att frukta, att även årets avtalsrörelse skall bli en ny stor besvikelse för oss, så har vi tillgripit strejk i skogen för att bryta arbetsgivarnas motstånd. När vi gör det, är det inte för strejkens egen skull, ej heller i desperation eller i behov av att ytterligare demonstrera vårt missnöje. Då vi blåste till strid, var det för att vinna seger, och vi vet vad vi gett oss in i. Våra motståndare är starka. De kan jämte sina bundsförvanter ställa hela det svenska kapitalistiska systemet mot oss. De behärskar stora delar av vårt lands naturtillgångar, nästan allt av fabriker, varv och verkstäder, många storbanker och multinationellt kapital, Dessutom har de direkt och indirekt inflytande över stora delar av massmedia. Men vi rädes inte denna starka motståndare. Vi har nämligen en kraft att sätta emot som ingenting kan krossa, om vi bara lyckas mobilisera den i största utsträckning: ARBETARSOLIDARITETEN. Vi vädjar därför till Sveriges samtliga arbetare att stödja vår strejk. | „ |
| – ”Till Sveriges arbetare!” Flygblad från skogsarbetarna 1975. | |   |

## Resultatet
Förutom de fackliga strejkkassorna inflöt insamlade medel från allmänheten.[källa behövs] Den 3 juni 1975 hade skogsarbetarna fått igenom sitt viktigaste krav, fast månadslön, och strejken avslutades.

### Fotnoter
1. ↑  Roger Bergström: Skogsarbetarstrejken 1975. Folkmakt nr 6.
2. ↑   SACs verksamhetsberättelse 1975. Stockholm. 1976. sid. 7, 58-59. Arkiverad från originalet den 5 februari 2020. https://web.archive.org/web/20200205190145/https://www.sac.se/Om-SAC/Historik/Arkiv/Organisationsmaterial/Verksamhetsber%C3%A4ttelser/1970-1978/1975-SACs-verksamhetsber%C3%A4ttelse